# Uppsalaskolan (juridik)
Uppsalaskolan (engelska: Scandinavian legal realism) är en rättsvetenskaplig skolbildning, vilken uppkom under inflytande av Uppsalafilosofin. 
Vilhelm Lundstedt och Karl Olivecrona betraktas ofta tillsammans med deras lärare Axel Hägerström som skolans tidiga frontgestalter. Den danske rättsfilosofen Alf Ross räknas ibland till skolan men kan även inordnas under den bredare kategorin skandinavisk rättsrealism.
Grundläggande för Uppsalaskolan är uppfattningen att absoluta rättigheter inte existerar, förnekande av allmängiltiga värden (så kallad värdenihilism), att en domare ibland måste agera rättsskapande och att han då bör göra så med syfte att handla till samhällsnyttans gagn, samt att varje juridiskt problem har mer än en tänkbar och rättsligt korrekt lösning.[källa behövs]
Denna 'nya' Uppsalaskola måste särskiljas från den 'gamla' Uppsalaskolan. Den filosofiska skola som grundades av Christopher Jacob Boström kallades på sin tid för Uppsalaskolan. Den 'nya' Uppsalaskolan uppfattade sig stå i motsatsställning till den 'gamla' uppsalaskolan.